# ウラジーミル・アレクサンドロヴィチ
ウラジーミル・アレクサンドロヴィチ（ロシア語表記：Владимир Александрович, 1847年4月22日 - 1909年2月17日） は、ロシア大公。ロシア皇帝アレクサンドル2世の三男で、アレクサンドル3世の弟である。母は皇后マリア・アレクサンドロヴナ。

## 子女
1874年に又従妹（祖母同士が姉妹）のメクレンブルク＝シュヴェリーン大公フリードリヒ・フランツ2世の娘マリー・アレクサンドリーネと結婚し、5人の子女をもうけた。
- アレクサンドル・ウラジーミロヴィチ（1875年 - 1877年）
- キリル・ウラジーミロヴィチ（1876年 - 1938年）1922年より帝位筆頭継承者を宣言。1924年より「全ロシアの皇帝」を称し、ロマノフ家の亡命皇帝となった。
- ボリス・ウラジーミロヴィチ（1877年 - 1943年）
- アンドレイ・ウラジーミロヴィチ（1879年 - 1956年）
- エレナ・ウラジーミロヴナ（1882年 - 1957年）…ギリシア王ゲオルギオス1世の三男ニコラオスと結婚